# خورخي كاسيريس
خورخي كاسيريس (بالإسبانية: Jorge Cáceres)‏ هو رسام وشاعر تشيلي، ولد في 18 أبريل 1923، وتوفي في 21 سبتمبر 1949.